# Mycalesis infuscata
Mycalesis infuscata är en fjärilsart som beskrevs av Macleay 1866. Mycalesis infuscata ingår i släktet Mycalesis och familjen praktfjärilar. Inga underarter finns listade i Catalogue of Life.